# Drew Kibler
Andrew Patrick “Drew” Kibler (Carmel, 9 de março de 2000) é um nadador estadunidense.

## Início da vida
Drew Kibler se formou em psicologia pela Universidade do Texas em Austin em 2022. Ele então treinou no Carmel Swim Club em Indiana por um ano antes de ingressar no grupo de treinamento de Bob Bowman na Universidade do Arizona.

## Carreira
Kibler participou pela primeira vez das seletivas da equipe olímpica dos Estados Unidos aos 16 anos. Em 2017 ele ficou em quarto lugar nos 100 metros costas no Campeonato Mundial Júnior. Ele recebeu a medalha de prata por sua aparição preliminar no revezamento 4 x 200 metros livre. Em 2018, conquistou cinco medalhas de ouro no Campeonato Pan-Pacífico Júnior: nos 100 metros e nos 200 metros livres, bem como nos três revezamentos.
Em 2019, nos Jogos Pan-Americanos de Lima, a seleção brasileira do revezamento 4 x 100 metros livre venceu à frente de Michael Chadwick, Drew Kibler, Grant House e Nathan Adrian. Nos 200 metros livres, Kibler terminou em terceiro, atrás dos brasileiros Fernando Scheffer e Breno Correia. O revezamento 4 x 200 metros livre com Kibler, House, Samuel Pomajevich e Christopher Wieser também ficou em segundo lugar, atrás dos brasileiros.
Em 2022, no Campeonato Mundial em Budapeste, Kibler terminou em quarto lugar nos 200 metros livres, 0,03 segundos atrás do terceiro colocado, o britânico Tom Dean. No revezamento 4 x 200 metros livre, Carson Foster, Trey Freeman, Coby Carrozza e Trenton Julian foram dois segundos e meio mais rápidos que a segunda melhor equipe de revezamento. Na final, Drew Kibler, Carson Foster, Trenton Julian e Kieran Smith nadaram quatro segundos mais rápido que a equipe preliminar de revezamento e venceram por mais de três segundos à frente dos australianos. No revezamento 4 x 100 metros livre misto, Drew Kibler foi utilizado apenas na bateria preliminar. Ryan Held, Brooks Curry, Torri Huske e Claire Curzan ficaram em terceiro na final; Além de Kibler, Erika Brown e Kate Douglass também receberam medalhas pelos esforços na fase preliminar.
No final de 2022, no Campeonato Mundial de Pista Curta em Melbourne, Drew Kibler, Shaine Casas, Carson Foster e Kieran Smith ficaram em terceiro lugar no revezamento 4 x 100 metros livre, com David Curtiss e Trenton Julian participando da bateria preliminar. A equipe de revezamento 4 x 200 metros livre formada por Trenton Julian, Jake Magahey, Jake Foster e Drew Kibler nadou o tempo mais rápido. Kieran Smith, Carson Foster, Trenton Julian e Drew Kibler venceram na final. Nos 200 metros livres, Kibler ficou em quarto lugar, 0,58 segundos atrás do terceiro colocado Tom Dean.
No Campeonato Mundial de 2023 em Fukuoka, o revezamento 4 x 200 metros livre com Jake Mitchell, Henry McFadden, Baylor Nelson e Drew Kibler nadaram o segundo melhor tempo de liderança. Na final, Luke Hobson, Carson Foster, Jake Mitchell e Kieran Smith foram seis segundos mais rápidos que o revezamento preliminar e ficaram em segundo lugar atrás dos britânicos. Todos os sete participantes da equipe dos EUA receberam medalha de prata.
Nas seletivas para as Olimpíadas dos EUA em 2024, Drew Kibler se classificou em terceiro lugar no revezamento de 200 metros livre. Em Paris, nos Jogos Olímpicos de 2024, o revezamento 4 x 200 metros livre com Drew Kibler, Brooks Curry, Blake Pieroni e Chris Guiliano chegou à final com o segundo tempo mais rápido. Na corrida final, Luke Hobson, Carson Foster, Drew Kibler e Kieran Smith foram quase cinco segundos mais rápidos que o revezamento preliminar e terminaram em segundo depois dos britânicos.